# Skopbank
Skopbank (Säästöpankkien Keskus-Osake-Pankki) var en finländsk bank vars roll var att fungera som centralbank för de finländska sparbankerna. Banken grundades 1908, och delar av den såldes 1995 till Svenska Handelsbanken. Banken hade en central roll i bankkrisen i Finland, vilken blev omedelbar 1991 då centralbanken Finlands Bank meddelade att de skulle överta SKOP.
De aktier i börsnoterade företag som Finlands Bank övertog, har förts över till det statligt helägda förvaltningsbolaget Solidium Oy. 